# 07th Expansion
07th Expansion（セブンス エキスパンション、ゼロセブンスエクスパンション）は、日本の同人サークル。代表は竜騎士07。

## サークルの変遷
オリジナルカード制作
本サークルは、竜騎士07がトレーディングカードゲーム「リーフファイトTCG」のオリジナルカード作家として活動していたことから始まる。都産貿の『Leaf』系イベントにて、リーフファイトで『まじかる☆アンティーク』を制作したことをきっかけに約2年間活動。この時期に竜騎士07のファンであったBT氏が協力するようになり、後にホームページの管理人として正式なスタッフとなる。
『ひぐらしのなく頃に』の制作
新たなジャンルへの挑戦を考えていた竜騎士07に、弟の八咫桜がノベルゲーム制作を提案。当時ヒットしていたTYPE-MOONの『月姫』から影響を受けて、システムにはNScripterを採用。竜騎士07は、過去に執筆し未発表だった舞台脚本『雛見沢停留所』を原型とし、ノベルゲーム用のシナリオを執筆した。この頃、後に広報・営業を担当する矢野芳典に、将来的な協力を依頼している。
2002年夏、コミックマーケットにて、07th Expansion初のゲーム作品『ひぐらしのなく頃に 鬼隠し編』が頒布される。当初は利益を考慮しない趣味の範囲での頒布だったため、頒布価格は100円で、ショップへの委託販売も行なっていなかった。そのため、頒布部数は『鬼隠し編』が約50部、『綿流し編』（2002年冬）が約100部、『祟殺し編』（2003年夏）が約200部と、徐々に増加したものの、小規模なものであった。メディア露出としては、『綿流し編』の段階で雑誌に掲載されたことはあったものの、全体的な知名度は依然として低く、公式ホームページのアクセス数も1日100に満たない日が多かった。
サークルの転機
2004年5月、BTの提案で『鬼隠し編』を体験版として無料公開する。これまでコミックマーケット等でしか作品に触れる機会のなかった層にも『ひぐらしのなく頃に』が届くようになり、インターネット掲示板やフリーゲーム紹介サイトなどを通じて口コミで評判が広がり始め、公式HPのアクセス数も徐々に増加していった。体験版の公開をきっかけに、作曲家のdaiが『ひぐらし』シリーズに参加する。
体験版公開後の評判の高まりを受け、2004年8月のコミックマーケット夏で頒布された第4話『暇潰し編』は、以前とは比較にならない注目を集めた。サークルスペースには作品を目当てに来る参加者が増え、用意した約1500部が当日の午後2時頃には完売した。コミックマーケット後、作品の評判はさらにネット上で加速し、BTによれば公式ホームページのアクセス数はピーク時に1日3万人に達したという。同年9月、矢野芳典が同人ショップへの営業を行ない、『暇潰し編』で初の委託販売を開始。ショップ発注は数百枚に及び、1〜2日で完売。以降、『ひぐらし』シリーズはすべてショップ委託される。
その後
2005年に頒布された『ひぐらしのなく頃に解 罪滅し編』は、それまでの『ひぐらし』シリーズの世界観を根本から覆すものであり、ファンからの批判が巻き起こる。竜騎士07は批判の凄まじさに、続編を書く気力を無くし、サークル最大の危機を迎える。制作スタッフやファンからの励ましにより、竜騎士07は考え直し、制作を再開する。
2006年以降、『ひぐらしのなく頃に』は、書籍化・ドラマCD化・アニメ化などメディアミックスがされ、同人界における『月姫』『東方Project』以来のヒットに繋がる。『ひぐらしのなく頃に解』を製作中に『07th Expansion』の活動のみで生活できると考えた竜騎士07は公務員を退職し、専業になる。

## 逸話
- 体験版を公開したことで、知名度が広がり、『ひぐらしのなく頃に』は多くの評価を受けることになる。ゲーム評価サイト『無料ゲーム総合サイト』で、公式掲示板の発言を無断転用されたとして『07th Expansion』名義で削除を求めた。
- 2005年にNHK総合にっぽんの現場に出演。ただし家族制作ということが前面に押し出されたため、BTがほとんど映らず、それに対して竜騎士07は2005年12月29日の日記にて苦言を呈した。(リンク先にて「315」で検索し、日記No.315「家族だけじゃないんです。」を参照)
- 『ひぐらしのなく頃に』制作場所は八咫桜の家である。

## 作品一覧

### ビジュアルノベル
『なく頃に』シリーズ
2019年時点で『ひぐらしのなく頃に』『うみねこのなく頃に』『キコニアのなく頃に』の3シリーズが展開されている。いずれのシリーズも、キャラクターデザインおよびシナリオは竜騎士07が担当し、『なく頃に』のように「な」を赤文字で表記する。基本的に選択肢のない構成で、読者に推理を促すゲームスタイルが採用されている。竜騎士07によれば、『なく頃に』シリーズのルールは「ゲーム盤上にある駒の動きのルールをプレイヤーが俯瞰して探る」世界観にあるとされている。
- ひぐらしのなく頃にシリーズ（2002年 - 2006年）

寒村・雛見沢村で起こる事件の顛末を描く連作式のミステリー作品。出題編4編、解答編4編の計8編で構成される。
- うみねこのなく頃にシリーズ（2007年 - 2010年）

大富豪・右代宮家を中心に起こる事件の顛末を描く連作式のミステリー作品。出題編4編、展開編4編の計8編で構成される。
- キコニアのなく頃にシリーズ（2019年 - 無期限延期中）

第3次世界大戦から100年後の世界で、世界平和を守ろうと奮闘する若者たちを描く。全4話構成での展開が予定されている。2023年12月時点でPhase2発売は無期限延期中。
その他
- 彼岸花の咲く夜に（2011年）
- ROSE GUNS DAYS（2012年 - 2014年）

架空の戦後日本を舞台にしたハードボイルドアクション。
- トライアンソロジー〜三面鏡の国のアリス〜（2016年）

### 格闘ゲーム
- 黄金夢想曲シリーズ（2010年 - 2011年）

『うみねこのなく頃に』のキャラクターが登場する2D対戦格闘ゲーム。

### カードゲーム
- 「リーフファイトTCG」オリジナルカード（2000年 - 2002年）
- 互いを男の娘メイドに調教し合うゲーム（2012年）
- 右代宮邸連続殺人事件（2014年）

## 制作スタッフ

### 07th Expansion所属
- 竜騎士07（原画・シナリオ）
- 八咫桜（演出・スクリプト・背景） - 竜騎士07の実弟
- 時火（スクリプト・画像・テキスト加工） - 八咫桜同様、竜騎士07の実弟

### 関係者
演出/スクリプト
- ナカオボウシ

音楽
- 個人サークル「M.Graveyard」
  - dai（音楽総監・効果音・デバッグ）
- 音楽サークル「Pomexgranate.」
  - xaki
  - 本木咲黒
- M.Zakky
- pre-holder
- zts
- あきやまうに
- 木野寧
- ラック眼力
- 佐倉かなえ

彩色
- れもたろ
- 透音
- 外園ゆう

その他
- 有限会社FUJIX
  - 藤嶋洋行

07th Expansion作品の商標権管理を担当している。
- 株式会社イールフラッグ
  - 瀬戸敦（代表）

2016年より活動。07th Expansion作品の著作権管理や版権ビジネスコンサルティングなどを担当している。
- The Witch Hunt

海外向けの翻訳作業を担当している。

### 元メンバー
- 矢野芳典（広報・営業）

『ひぐらしのなく頃に解』納品時の不手際の責任を取って2005年1月にサークルを退いた。
- BT（スクリプト・ホームページ管理運営）

2009年7月10日に病気のため亡くなっていたことが同年10月22日の製作日記で明らかにされた。
- なるせ椿（彩色・雑務）

07th Expansionを卒業していたことが2012年4月1日の制作日記にて明かされた。
ゲーム制作の主要メンバーは上記の通りだが、この他にも竜騎士07の両親や数名の背景作成のスタッフ、それに多数の音楽家達も07th Expansionのゲーム作りに協力している。更にdaiは個人サークル「M.Graveyard」のメンバーであり、07th Expansionへの協力という形を取っているが、ゲーム制作には毎回多大な貢献をしている。一部作品ではナカオボウシ(サークル「Circletempo」)がシナリオ・演出で起用されている。

## 所属Vtuber・七拡ベア子
七拡 ベア子（ななかく ベアこ）は、07th Expansion所属のVtuber。キャラクター原画は竜騎士07、キャラクターデザイナーはれもたろ、LIVE2Dはたになつみ、3Dモデルはxaki。xakiのサークル「Pomexgranate.」の公式YouTubeチャンネルを間借りして2022年8月より活動している。
誕生日は3月4日、年齢は自称18歳、みんなの街のエンジェルモート出身。一人称は「わたし」「妾」「我」のいずれか。『うみねこのなく頃に』の登場人物であるベアトリーチェに憧れており、彼女の娘を自称している。ベアトリーチェの復活を目指して07th Expansion作品を履修中。